# Jan Cammans
Jan Cammans (Mechelen, 30 maart 1891 - Antwerpen, 4 januari 1976) was een Vlaams acteur.

## Biografie
Cammans speelde in een aantal bioscoopfilms en in 1938 bracht hij naast Charles Gilhuys het tot directeur van het Koninklijke Nederlandse Schouwburg (KNS) in Antwerpen.
Joris Diels die voor hun beide directeur was van KNS, was is 1938 een eigen gezelschap begonnen en nam daarbij een aantal acteurs mee van KNS. Dit liep zo goed dat KNS hem vroeg terug te komen en een compromis te willen sluiten met Cammans en Gilhuys om naast hun het directeurschap te aanvaarden. Dit weigerde Diels, toen Cammans en Gilhuys in 1939 het lieten afweten werd Diels opnieuw directeur van KNS en had het directeurschap van Cammans maar een jaar geduurd.
Jan Cammans werd 84 en is begraven op het Antwerpse Schoonselhof.

## Filmografie
- De wonderdokter (1936)[5]
- Een aardig geval (1941)
- Het meisje en de madonna (1958)
- De zaak M.P. (1960)[6]
- Paradijsvogels (1966)[7]